# Eois marginata
Eois marginata là một loài bướm đêm trong họ Geometridae.